# المشاركة العربية في الألعاب الأولمبية الصيفية 1992
هذه القائمة مخصصة لتوثيق مشاركة الدول العربية في الألعاب الأولمبية الصيفية 1992، حيث شارك 375 رياضياً ورياضية من قرابة 9356 في هذه الدورة من الألعاب الأولمبية الصيفية التي أُقيمت في برشلونة. شهدت الدورة عدم قدرة الصومال على ارسال وفد خاص بها.

## أصحاب الميداليات
| الميدالية | الاسم         | الرياضة     | المُسابقة        | التاريخ |
| --------- | ------------- | ----------- | --------------- | ------- |
| ذهبية     | خالد سكاح     | ألعاب القوى | سباق 10.000 متر | 3 أغسطس |
| ذهبية     | حسيبة بولمرقة | ألعاب القوى | سباق 1500 متر   | 8 أغسطس |
| فضية      | رشيد البصير   | ألعاب القوى | سباق 1500 متر   | 8 أغسطس |
| برونزية   | محمد سليمان   | ألعاب القوى | سباق 1500 متر   | 8 أغسطس |
| برونزية   | محمد عشيق     | الملاكمة    | وزن الديك       | 8 أغسطس |
| برونزية   | حسين سلطاني   | الملاكمة    | وزن الريشة      | 9 أغسطس |

## مراكز الدول العربية
| الترتيب | منتخب   | ذهبية | فضية | برونزية | المجموع |
| ------- | ------- | ----- | ---- | ------- | ------- |
| 30      | المغرب  | 1     | 1    | 1       | 3       |
| 34      | الجزائر | 1     | 0    | 1       | 2       |
| 54      | قطر     | 0     | 0    | 1       | 1       |
| المجموع | المجموع | 2     | 1    | 3       | 6       |

## المشاركون
كان عدد الرياضيين العرب المشاركين في الألعاب الأولمبية لسنة 1992 كالاَتي:
- مصر (83)
- المغرب (53)
- الجزائر (38)
- الكويت (36)
- قطر (31)
- تونس (14)
- الإمارات العربية المتحدة (14)
- لبنان (13)
- اليمن (13)
- البحرين (13)
- سوريا (10)
- السعودية (9)
- العراق (9)
- جيبوتي (8)
- الأردن (7)
- السودان (6)
- ليبيا (6)
- موريتانيا (6)
- سلطنة عمان (5)